# Nikolaj Stepanovič Ribko
Nikolaj Stepanovič Ribko (rusko Николай Степанович Рыбко), sovjetski častnik, vojaški pilot, letalski as, preizkusni pilot in heroj Sovjetske zveze, * 1911, † 1977.
Po drugi svetovni vojni je bil preizkusni pilot na reaktivnih letalih (npr. Tu-16) pri Centralnem aerohidrodinamičnem inštitutu ZSSR.